# Tulisa
Tulisa, de son vrai nom Tula Paulinea Contostavlos, née le 13 juillet 1988 Camden Town à Londres, est une chanteuse-compositrice et actrice britannique d'origine grecque et irlandaise. Elle est l'un des membres du groupe de hip hop londonien N-Dubz, avec son cousin Dappy et son meilleur ami Fazer. Elle est membre du jury des 8e et 9e saisons de l'émission britannique The X Factor. Elle est élue femme la plus sexy du monde par le magazine FHM en 2012.
Le 28 février 2013, elle n'est pas reconduite comme juge pour la 10e saison de The X Factor en raison des mauvaises ventes de son premier album solo après la séparation de son groupe N-Dubz.
Elle a conduit le girlband anglais Little Mix à la victoire de la huitième saison de The X Factor (2011).

## Discographie

### AvecN-Dubz
- Uncle B (2008)
- Against All Odds (2009)
- Love.Live.Life (2010)

### En solo

#### Album studio
- The Female Boss (2012)

#### Singles
- Young (2012)
- Live It Up (2012)
- Sight of you (2012)
- Damn (2012)
- Habit (2012)
- Live Your Life (2012)
- Visa (feat. Wiley) (2012)
- Living without you (2014)
- sweet like chocolate (2016)
- Daddy (2019)

## Filmographie
- 2007 – 2009 : Dubplate Drama (Laurissa)
- 2011 : Demons Never Die (Amber)
- 2011 : Big Fat Gypsy Gangster (Shanikwa ou elle-même)